# Talara rubida
Talara rubida là một loài bướm đêm thuộc phân họ Arctiinae, họ Erebidae.